# Slag bij Noreia
De Slag bij Noreia in 113 v.Chr. was volgens Romeinse overlevering het begin van de Cimbrische oorlog, die uitgevochten werd door de Romeinse Republiek en migrerende Proto-Germaanse stammen van de Cimbren en de Teutonen. De slag eindigde met de nederlaag van de Romeinen.

## Prelude
De Cimbren en Teutonen hadden volgens Romeinse historici hun oorspronkelijke thuisland in zuidelijk Scandinavië en Jutland verlaten, mogelijk wegens een grote overstroming, mogelijk door stijging van de zeespiegel. Zij trokken naar het zuidoosten, en nadat zij de Scordisci hadden verslagen arriveerden ze in 113 v.Chr. bij de Donau in Noricum, dat in die tijd bewoond werd door de Taurisci, bondgenoten van Rome. Aangezien zij niet bij machte waren om weerstand te bieden aan deze indringers, riepen dezen de hulp in van Rome om hen te beschermen. De consul Gnaeus Papirius Carbo beantwoordde hun oproep het volgende jaar en leidde de Romeinse legioenen naar Noricum, waar hij positie innam in het heuvelgebied nabij Aquileia.

## De Veldslag
Carbo gelastte hen om het territorium van de Taurisci onmiddellijk te verlaten. De Cimbren hadden al vele verhalen gehoord van andere stammen over de afschrikwekkende macht van Rome, en na het zien van de omvang van het Romeinse leger en hun sterke positie, gehoorzaamden ze. Carbo was echter niet van plan om een vijand van Rome (en een mogelijkheid om een overwinning te behalen) te laten ontglippen. Hij had gidsen gestuurd om de Cimbren en de Teutonen naar de grens te begeleiden, maar zij zouden hen in plaats daarvan in een door de consul gelegde hinderlaag leiden. Maar op een of andere manier, misschien omdat ze gewaarschuwd waren door hun verkenners of spionnen, of misschien door verraad van een van de gidsen, kwamen de Proto-Germanen achter Carbo's plannen, en, volgens Theodor Mommsen:

"een gevecht vond plaats niet ver van Noreia in het huidige Karinthië, waarbij de verradenen de overwinning behaalden op de verraders en hen een aanzienlijk verlies toebrachten; alleen een enorme onweerstorm, die de strijdende partijen van elkaar scheidde, kon een complete vernietiging van het Romeinse leger voorkomen."

## Nasleep
Het lukte Carbo en het restant van zijn leger om te ontsnappen (ook al waren de Germanen in de veronderstelling dat ze de verrader hadden gedood). Hij viel in ongenade en werd ontslagen als consul door de Senaat, maar werd niet verbannen, zoals gebruikelijk was voor verslagen en onteerde aanvoerders. Rome bereidde zich voor op het ergste, maar in plaats van Italië binnen te vallen, gingen de Cimbren en de Teutonen westwaarts in de richting van Gallië. Daar, in 105 v.Chr. in de Slag bij Arausio, zou een ander, groter, Romeins leger nog minder fortuinlijk zijn dan Carbo's legioenen.

## Voetnoten
1. 1 2  T. Mommsen, History of Rome, IV, Londen, 1894, p. 67.